# Угашик (Аляска)
Югешик (англ. Ugashik) — переписна місцевість (CDP) в США, в окрузі Лейк-енд-Пенінсула штату Аляска. Населення — 4 особи (2020).

## Географія
Югешик розташований за координатами 57°38′51″ пн. ш. 156°59′42″ зх. д. / 57.64750° пн. ш. 156.99500° зх. д. (57.647527, -156.994899).  За даними Бюро перепису населення США в 2010 році переписна місцевість мала площу 690,43 км², з яких 641,08 км² — суходіл та 49,34 км² — водойми.

## Демографія
Згідно з переписом 2010 року, у переписній місцевості мешкало 12 осіб у 7 домогосподарствах у складі 4 родин. Густота населення становила 0 осіб/км².  Було 38 помешкань (0/км²).
Расовий склад населення:
| - 58,3 % — корінних американців - 25,0 % — білих |

До двох чи більше рас належало 16,7 %. Частка іспаномовних становила 0,0 % від усіх жителів.
За віковим діапазоном населення розподілялося таким чином: 16,7 % — особи молодші 18 років, 58,3 % — особи у віці 18—64 років, 25,0 % — особи у віці 65 років та старші. Медіана віку мешканця становила 53,5 року. На 100 осіб жіночої статі у переписній місцевості припадало 140,0 чоловіків;  на 100 жінок у віці від 18 років та старших — 150,0 чоловіків також старших 18 років.
Середній дохід на одне домашнє господарство  становив 72 864 долари США (медіана — 53 958), а середній дохід на одну сім'ю — 80 022 долари (медіана — 54 375). 
Цивільне працевлаштоване населення становило 8 осіб. Основні галузі зайнятості: публічна адміністрація — 50,0 %, транспорт — 12,5 %, виробництво — 12,5 %.